# اکسل توفسون
اکسل توفسون (دانمارکی: Axel Thufason; ۱۱ نوامبر ۱۸۸۹ – ۲۵ دسامبر ۱۹۶۲) بازیکن فوتبال اهل دانمارک بود.
وی به‌همراه تیم ملی فوتبال دانمارک به مدال نقره در بازی‌های المپیک تابستانی ۱۹۱۲ رسیده‌است.